# AFM Mohitul Islam
AFM Mohitul Islam était un activiste de la Ligue Awami du Bangladesh et l'assistant personnel du premier président du Bangladesh, Sheikh Mujibur Rahman. Il a été témoin de l'assassinat du cheikh Mujibur Rahman et a rempli le dossier de la police à cet égard.

## Carrière

### Guerre de libération du Bangladesh
Islam avait combattu dans la guerre de libération du Bangladesh en étant membre du Mujib Bahini. Il a rendu les armes après l'indépendance du Bangladesh et a rejoint le gouvernement du Bangladesh en tant qu'assistant de bureau. Alors qu'il apportait des dossiers au président depuis le bureau du secrétaire en chef, il était apprécié par le président. Il a été muté en tant qu'assistant personnel de ce dernier.

### Assassinat
Le 15 août 1975, le Président du Bangladesh, Sheikh Mujibur Rahman, a été assassiné par un groupe d'officiers de l'armée du Bangladesh. Il était alors l'assistant du président et le réceptionniste à sa résidence. Il a été témoin de l'assassinat. En octobre 1976, il a tenté de porter plainte au commissariat de police de Lalbagh. Il a été agressé par des policiers en service alors que les assassins étaient encore au pouvoir. Il a pu porter plainte le 2 octobre 1996, lorsque la Ligue Awami, créée par le Sheikh Mujib est arrivée au pouvoir. Le verdict dans cette affaire a été rendu en novembre 2009. Le gouvernement de la Ligue Awami a annulé l'Ordonnance de 1975 sur l'immunité qui protégeait les assassins des poursuites judiciaires. Cinq des assassins condamnés ont été exécutés en janvier 2010.

### Après l'assassinat
Islam a été blessé dans la tentative d'assassinat, il a fui de l'hôpital pour sa maison de village à Jessore mais a été capturé par l'armée. Il a été torturé en détention. Le secrétaire personnel du Sheikh Mujib Shahriar avait aidé Islam à être libéré de prison. Il a continué son travail au gouvernement, devenant directeur à la Direction de l'aide d'urgence. Il a été démis de ses fonctions en 2002 après l'arrivée au pouvoir du parti nationaliste bangladais Jamaat-Islami.

## Mort
Il est décédé le 25 juin 2016 à la Université de médecine Bangabandhu Sheikh Mujib, à Dhaka, au Bangladesh,. Il a été enterré à Kashimpur, à Manirampur, dans le district de Jessore,.